# XIII. Světový festival mládeže a studentstva
Třináctý Světový festival mládeže a studentstva se konal v severokorejském Pchjongjangu od 1. července do 8. července 1989. Byl prvním festivalem Světové federace demokratické mládeže na asijském kontinentu a posledním před rozpadem východního bloku. Zúčastnilo se ho 22 000 osob z rekordního počtu 177 zemí. Na programu byla umělecká vystoupení, sportovní soutěže i diskuse na téma odzbrojení, sociálních otázek nebo životního prostředí. Heslem festivalu bylo „Za antiimperialistickou solidaritu, mír a přátelství!“ Na závěr akce bylo přijato Poselství mládeže a studentů pěti kontinentů světa.
Z Československa přijelo 600 účastníků. Delegaci Socialistického svazu mládeže vedl Vasil Mohorita, byli v ní i Miroslav Štěpán a Zdeněk Horčík. Národní podnik Karosa vyslal do Pchjongjangu speciální autobus. Na festivalu reprezentovali československou kulturu např. Lucie Bílá, Michal David a Laura a její tygři.
Festival se připravoval čtyři roky a náklady na něj pohltily čtvrtinu státního rozpočtu KLDR. Jako centrum festivalového dění byl vybudován gigantický Stadion 1. máje Rungrado, započala také výstavba největšího hotelu na světě Rjugjong, který ale nebyl před zahájením akce dokončen. Pro Kim Ir-sena měl být úspěch festivalu propagandistickou protiváhou soulských Letních olympijských her 1988 a měl posílit jeho pozici při jednáních o znovusjednocení Korejského poloostrova. Pověst severokorejského režimu však touto akcí spíše utrpěla, když delegáti ze Západu jako Theodore Dalrymple doma referovali o vládnoucí atmosféře strachu a pokrytectví.
Poprvé od skončení korejské války dostala KLDR oficiální návštěvu ze Spojených států. Jedinou zástupkyní Jižní Koreje na festivalu byla dvacetiletá studentka Korejské univerzity zahraničních studií Rim Su-kjong, která byla přijata severokorejským vůdcem a dostala přezdívku „Květ sjednocení“. Po návratu byla uvězněna za porušení zákona o národní bezpečnosti.